# Terror al anochecer
The Town That Dreaded Sundown es una película de terror estadounidense de 1976, producida y dirigida por Charles B. Pierce, quien también co-actúa como un oficial de policía inepto llamado A.C. Benson, también conocido como "Sparkplug" ("Bujía").
La película es de algún modo vagamente basada en los crímenes reales atribuidas a un asesino en serie no identificado conocido como el "Asesino fantasma"; se afirma que "la increíble historia que está a punto de ver es verdadera, donde ocurrió y como ocurrió, sólo los nombres han sido cambiados". El asesino real atacó a ocho personas entre el 22 de febrero de 1946 y el 3 de mayo de 1946 en o cerca de la localidad de Texarkana, Texas, en la frontera entre Texas y Arkansas.

## Reparto
- Ben Johnson como Capitán J.D. Morales
- Andrew Prine como Oficial Norman Ramsey.
- Dawn Wells como Helen Reed.
- Charles B. Pierce como Patrullero A.C. Benson ("Sparkplug")
- Bud Davis como El fantasma.
- Mike Hackworth como Sammy Fuller.
- Christine Ellsworth como Linda Mae Jenkins.
- Steve Lyons como Roy Allen.
- Cindy Butler como Peggy Loomis.
- Joe Catalanatto como Eddie LaDoux.